# Grimaucourt-près-Sampigny
Grimaucourt-près-Sampigny település Franciaországban, Meuse megyében. Lakosainak száma 93 fő (2022. január 1.). Grimaucourt-près-Sampigny Chonville-Malaumont, Erneville-aux-Bois, Ménil-aux-Bois, Sampigny, Cousances-lès-Triconville és Vadonville községekkel határos.

## Népesség
A település népességének változása:
| Lakosok száma | 68   | 57   | 78   | 102  | 103  | 92   | 85   | 78   | 83   | 93   |
|               | 1968 | 1982 | 1990 | 2006 | 2013 | 2015 | 2017 | 2019 | 2020 | 2022 |